# Triangeltjärnen, Ångermanland
Triangeltjärnen är en sjö i Örnsköldsviks kommun i Ångermanland och ingår i Nätraåns huvudavrinningsområde. Sjöns area är 0,032 kvadratkilometer och den befinner sig 329 meter över havet.